# BYD Song
BYD Song — позашляховик, що виготовляється китайським автовиробником BYD Auto, дочірнім підприємством BYD Group. Автомобіль названий на честь китайської династії Сун. На інших ринках, як-от Коста-Рика або Уругвай, позашляховик продається як BYD S3 або BYD S5.
Кросовер Song Plus виробляється з 2020 року і стоїть над Song у модельному ряді. Мінівен Song Max пропонується з 2017 року.

## Перше покоління (2015—2022)

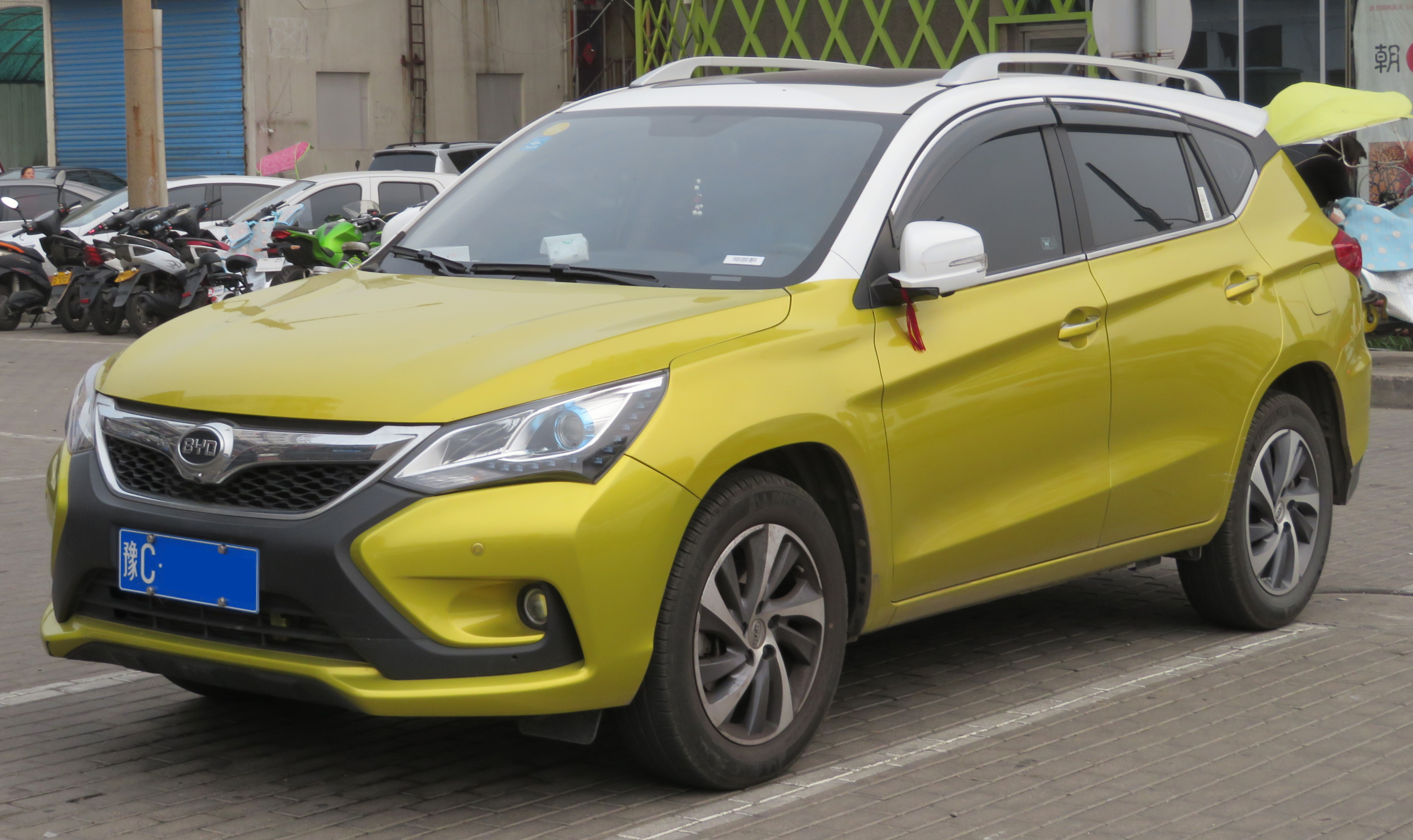
BYD Song (S3)

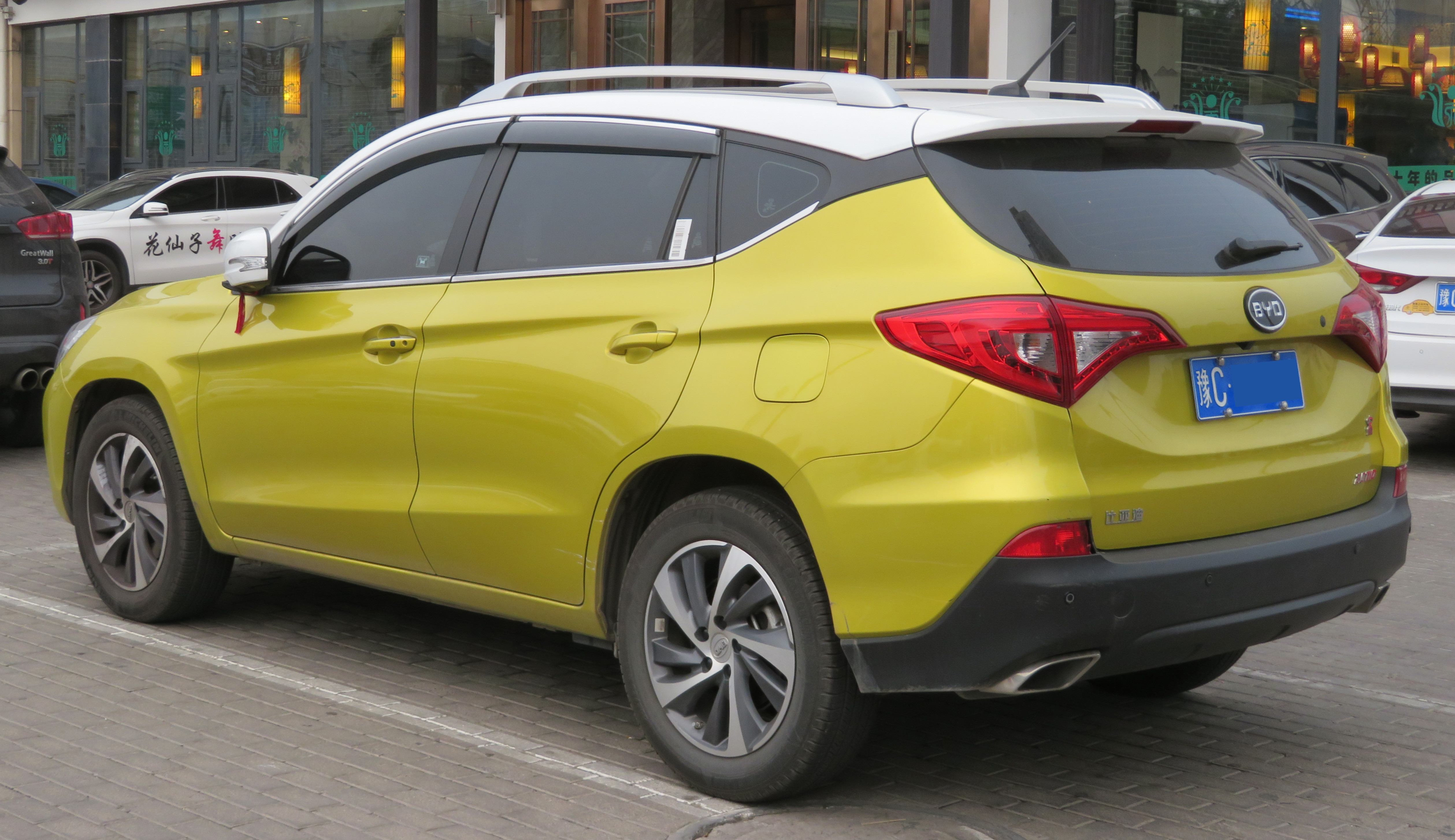
BYD Song (S3)

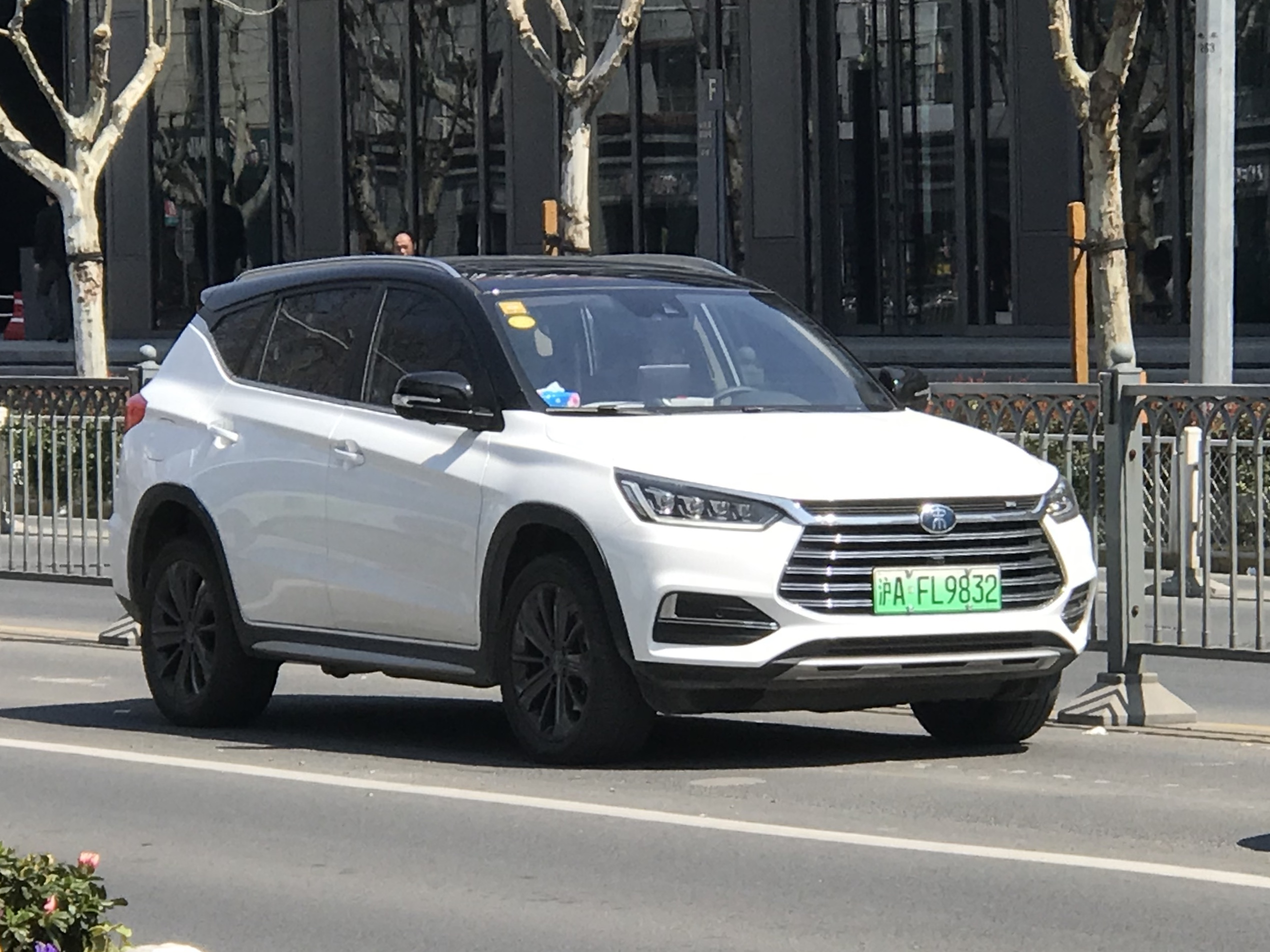
BYD Song (2018-2022)

Перше покоління BYD Song дебютувало на автосалоні в Шанхаї в квітні 2015 року та надійшло в продаж у жовтні 2015 року. Воно було розташоване нижче середньорозмірного кросовера S6 і є першим виходом BYD на ринок компактних кросоверів. Перед презентацією бензиновий Song першого покоління планувалося продавати як BYD S3, подібно до компактного седана F3 з бензиновим двигуном і середньорозмірного кросовера S6, які для своїх гібридних варіантів були перейменовані на Qin і Tang. використовуючи систему імен китайської «Dynasty». Однак BYD змінив курс незадовго до свого запуску, і S3 було названо Song для всіх варіантів, включаючи версію з двигуном ДВЗ, гібридну версію та електричні версії.
На початку випуску було запропоновано дві силові установки. 1,5-літровий бензиновий двигун з турбонаддувом, здатний виробляти 154 к.с. (115 кВт) і 240 Нм крутного моменту, і 2,0-літровий бензиновий двигун з турбонаддувом, здатний виробляти 205 к.с. (153 кВт) і 320 Нм крутного моменту. 1,5-літровий двигун можна було мати або з 6-ступінчастою механічною коробкою передач, або з 6-ступінчастою автоматичною коробкою передач, тоді як 2,0-літровий двигун можна було мати лише з 6-ступінчастою коробкою передач DCT. Ранні моделі зі значком S3 мають чорні графічні деталі на передніх бамперах і звичайний значок BYD замість одного кольору кузова та значка Dynasty Song.
Пізніше у 2018 році відбулося друге оновлення обличчя BYD Song з новою мовою дизайну «Dragon Face».

### Двигуни
- 1.5 L BYD476ZQA I4 turbo
- 2.0 L BYD487ZQA I4 turbo
- Електродвигун 218 к. с. 310 Н·м акумулятор 48/62 кВт·год (EV300/EV400/EV500)

## Друге покоління (Song Pro; з 2019)

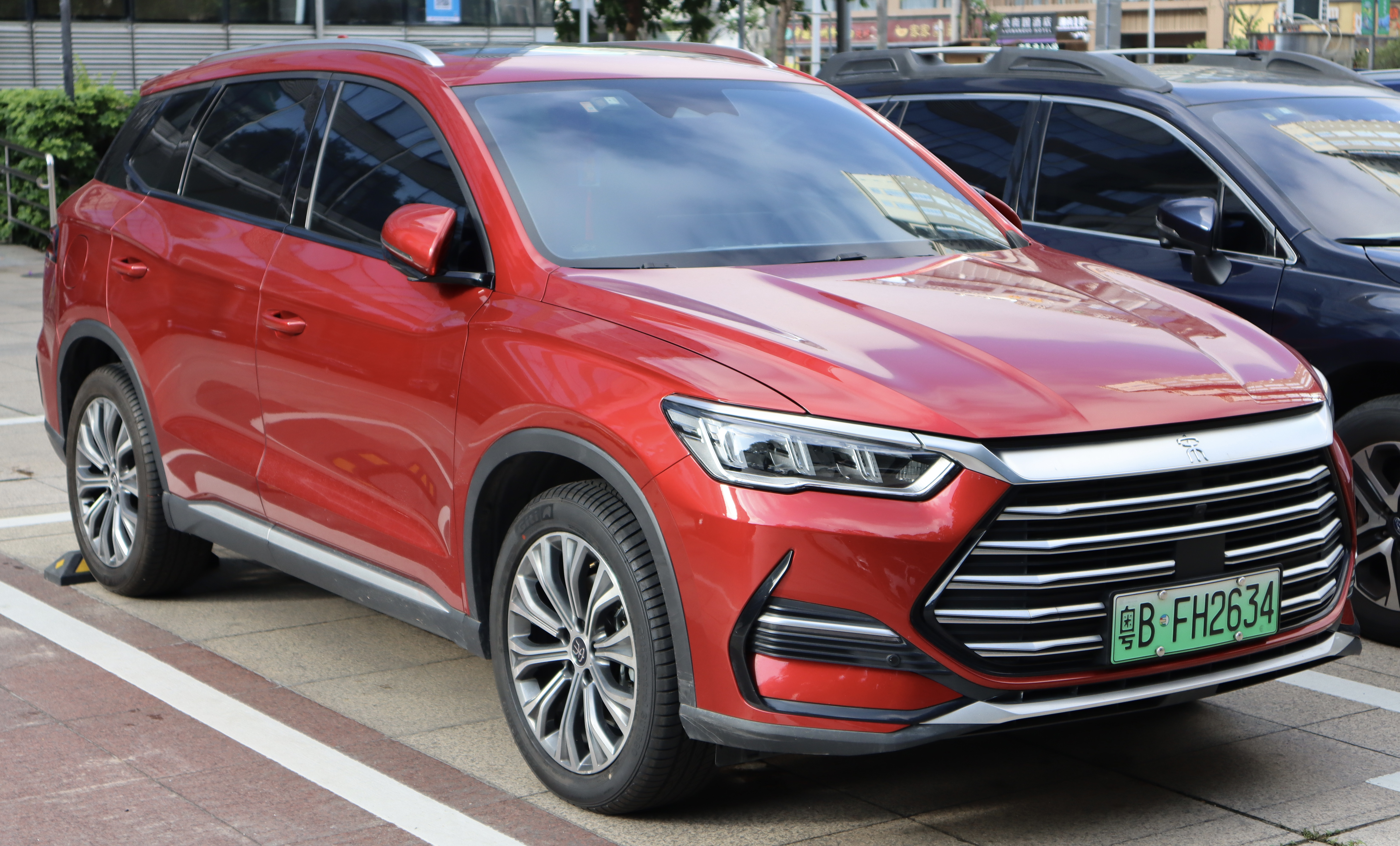
BYD Song Pro DM-i (2021-2023)

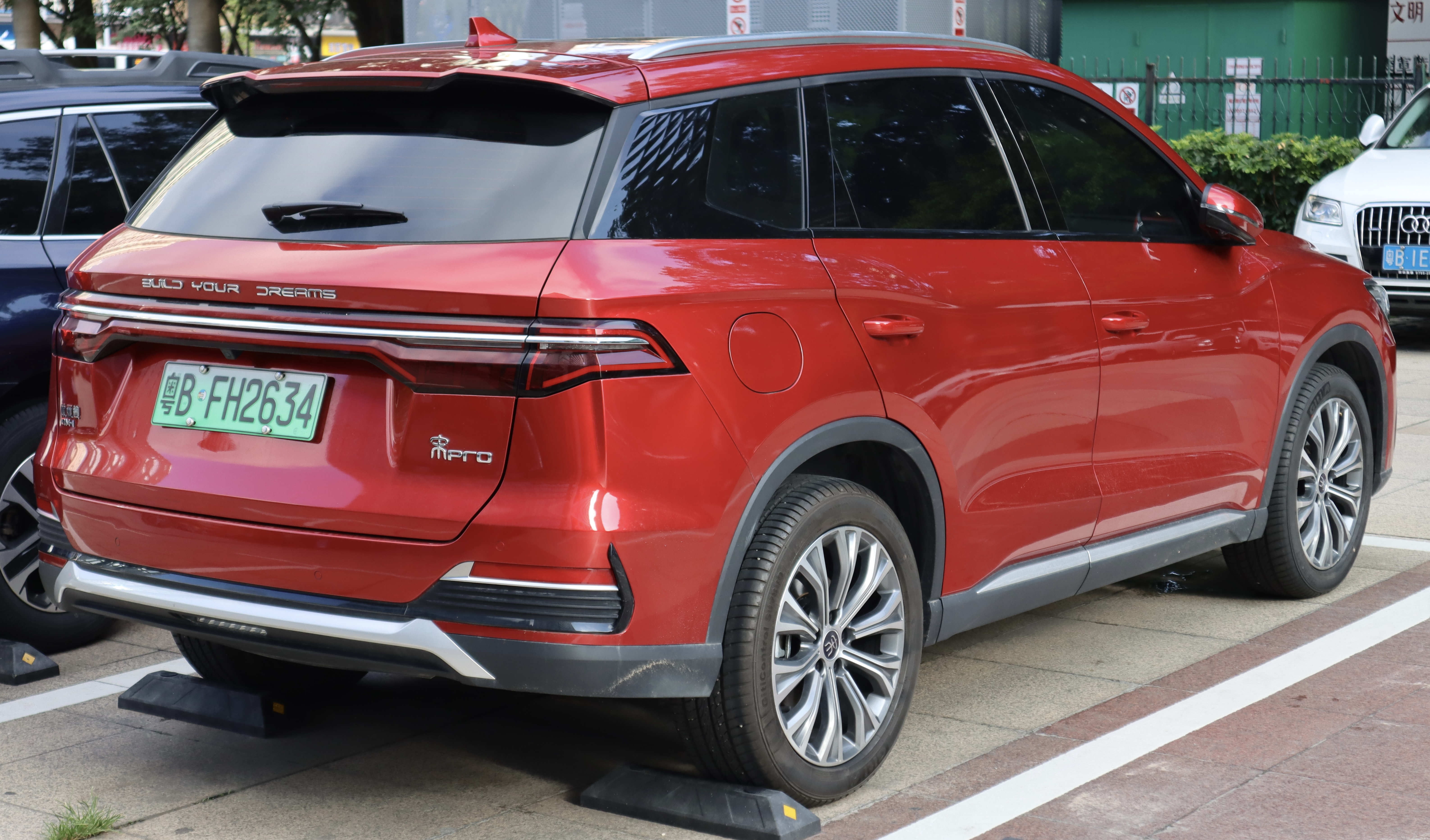
BYD Song Pro DM-i

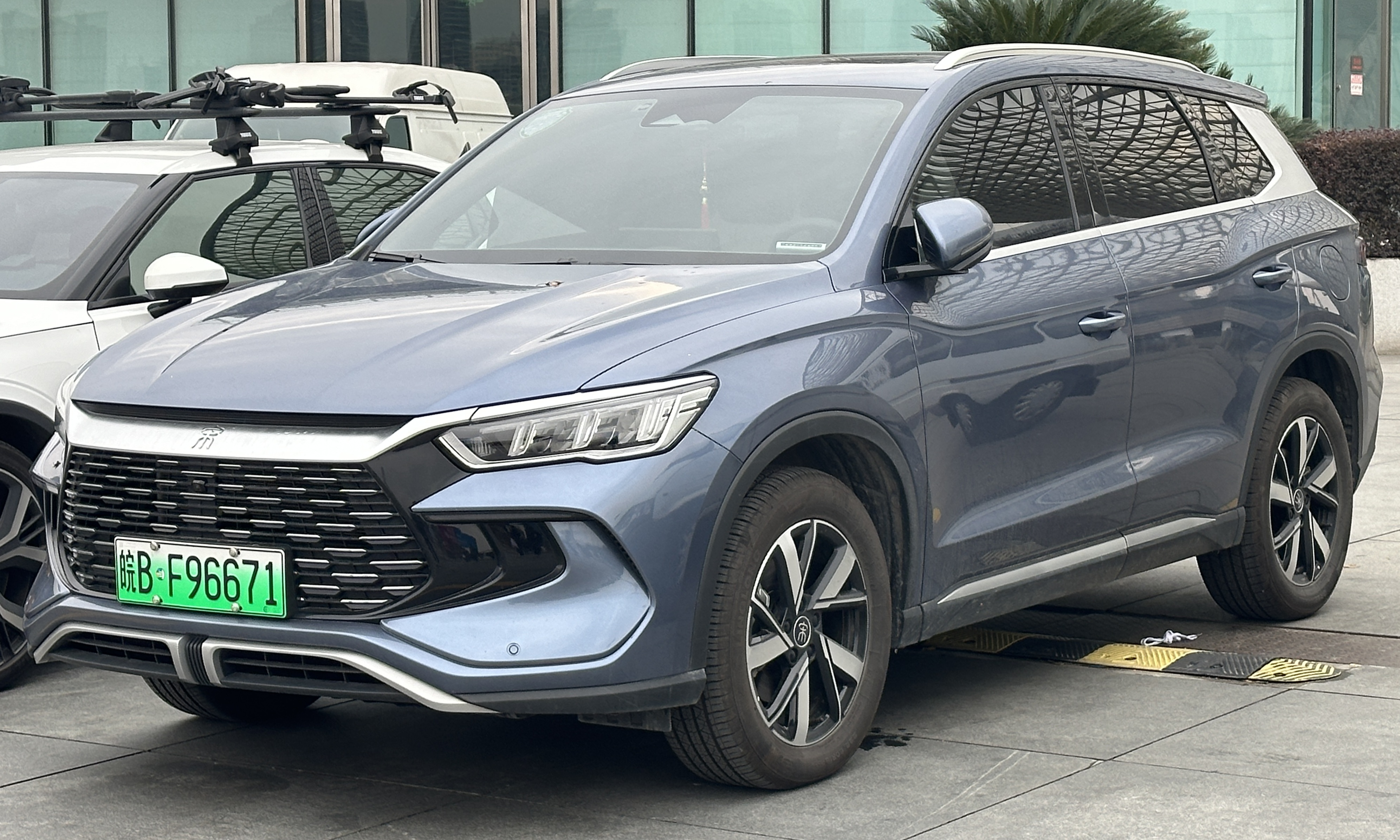
BYD Song Pro DM-i (з 2023)

На початку 2019 року було опубліковано новини про новий кросовер із внутрішнім кодом «SA2», що нагадує китайський кросовер «сегменту A+» (трохи більший за міжнародні компактні автомобілі сегмента C) із «Dragon Face 2.0», другим поколінням BYD. Новим дизайном кузова.
Друге покоління BYD Song доступне з трьома різними силовими агрегатами, а саме Song Pro з бензиновим двигуном, повністю електричним Song Pro EV і гібридом Song Pro DM.

### Song Pro
Бензинова версія Song Pro оснащена тим же 1,5-літровим турбодвигуном потужністю 154 к. с.

### Song Pro EV
Електрична версія BYD Song має комбіновану вихідну потужність 184 к. с.

### Song Pro DM
Версія PHEV оснащувалася тим самим 1,5-літровим турбодвигуном, що й бензинова версія, виробляючи 118 кВт (160 к. с.; 158 к. с.) зі споживанням палива 1,4 л/100 км (170 миль на галон США; 71 км/л).

### Song Pro Pro DM-i
З грудня 2021 року Song Pro отримав рестайлінг і оновлений силовий агрегат DM-i для 2022 модельного року. З 2022 року DM-i є єдиною моделлю Song Pro, яка залишилася у продажу. Song Pro DM-i оснащений 1,5-літровим гібридним двигуном, який підключається до мережі EHS, потужністю 173 кВт і розгоном від 0 до 100 км/год за 7,9 с. Трансмісія — коробка передач типу CVT.

### Двигуни
- 1.5 L BYD476ZQA I4 turbo
- Електродвигун потужністю 163 к. с. крутний момент 280 Н·м, акумулятор ємністю 59,1 кВт·год (EV)
- Електродвигун потужністю 184 к. с. крутний момент 280 Н·м, акумулятор ємністю 71 кВт·год (EV)

## Song Plus (з 2020)

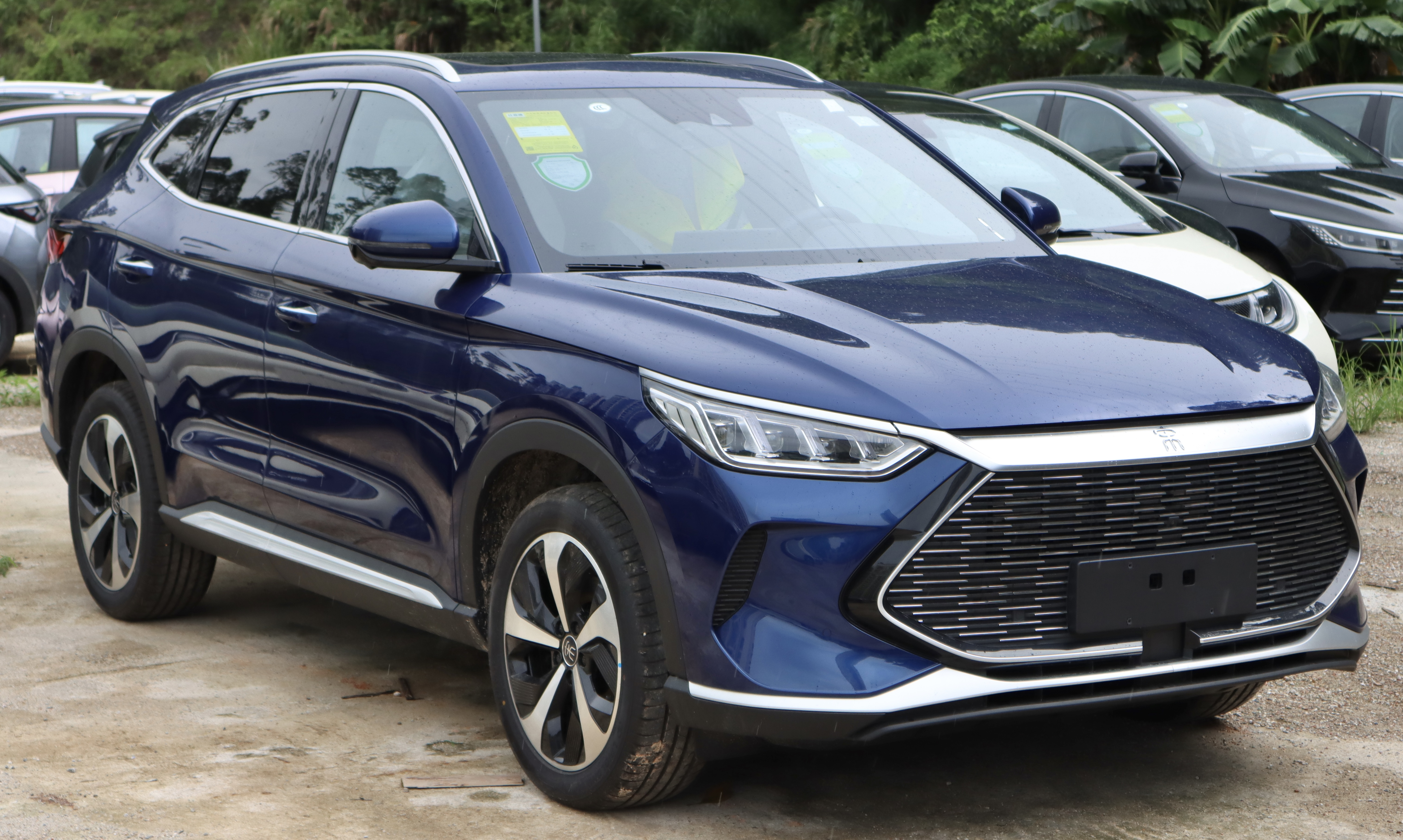
BYD Song Plus DM-i (2020-2023)

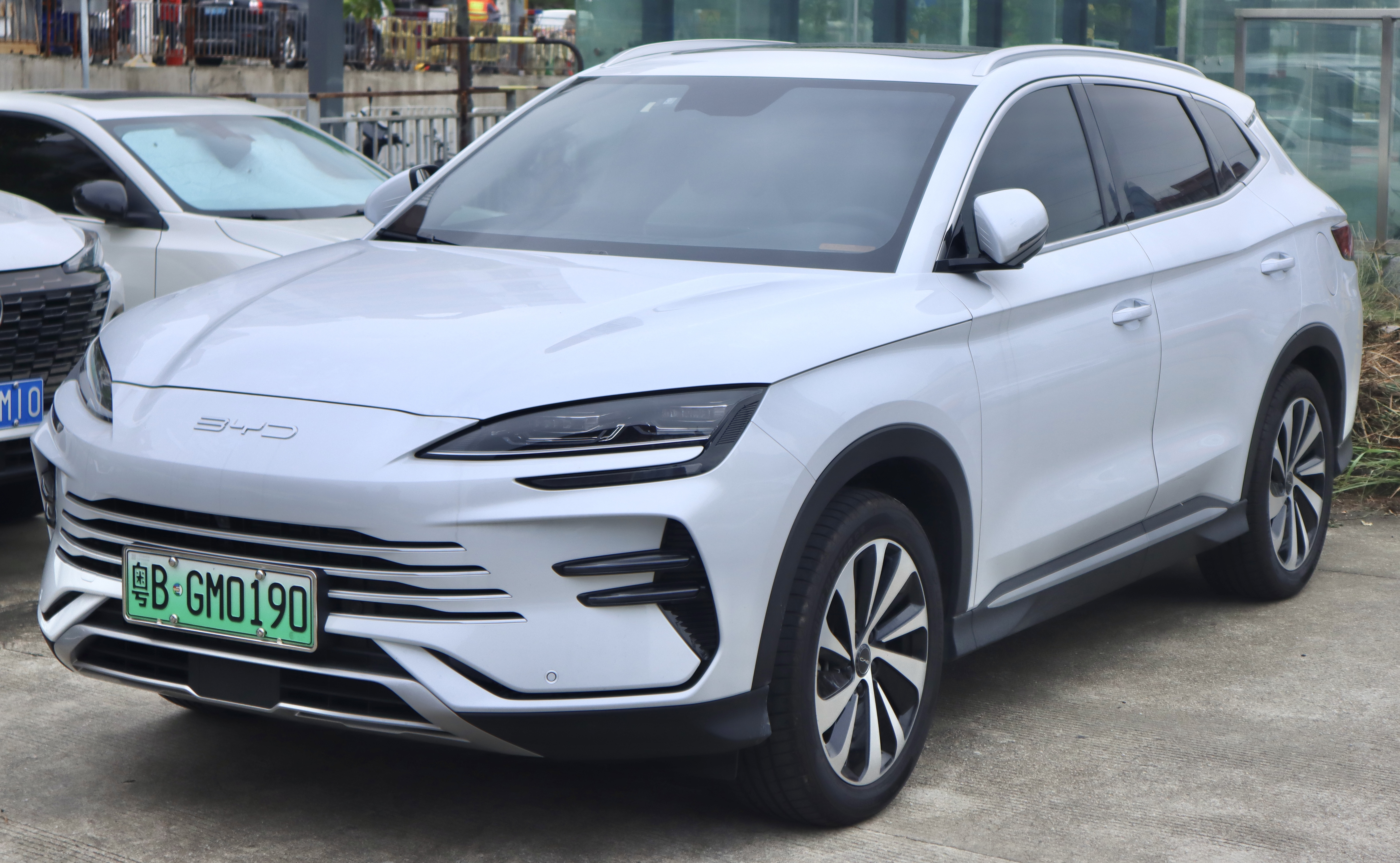
BYD Song Plus DM-i (з 2023)

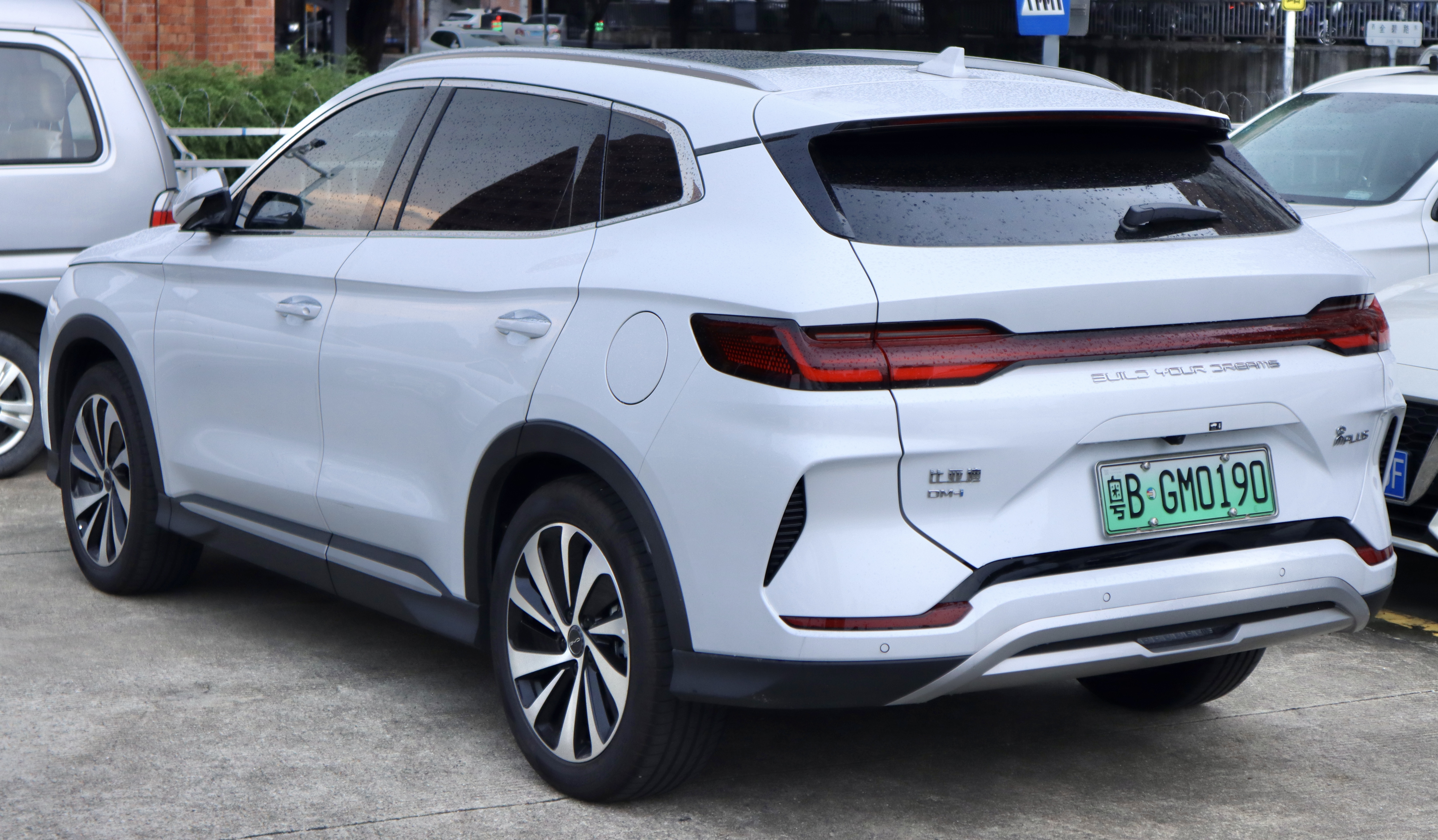

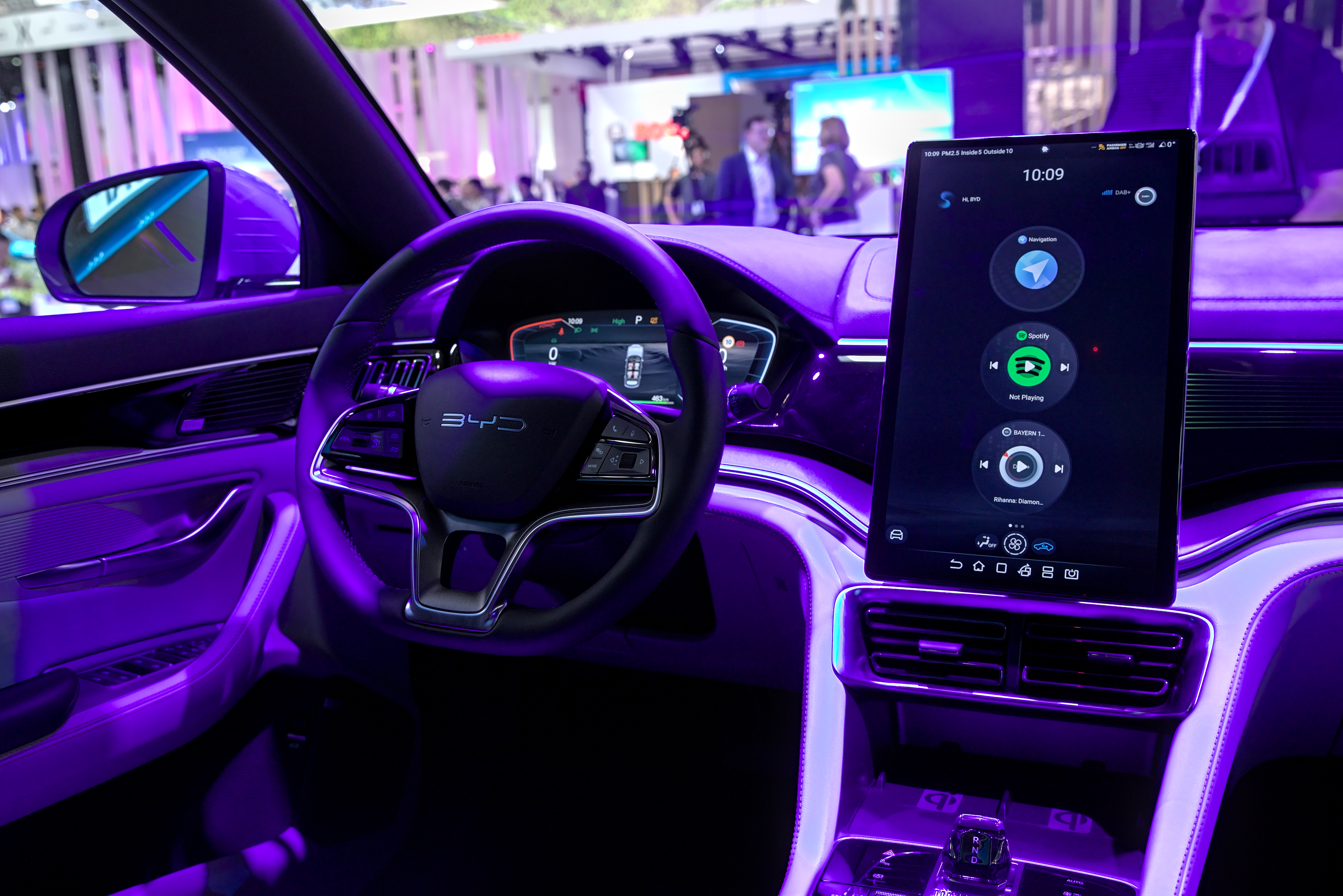
Салон BYD Seal U

У вересні 2020 року BYD випустила кросовер SUV під назвою BYD Song Plus. Порівняно з Song Pro, нещодавно представлена модель довша, ширша та нижча, і позиціонується як більш «престижна» пропозиція. Автомобіль спочатку пропонувався тільки з двигуном внутрішнього згоряння; повністю електричний варіант приєднався до лінійки пізніше. В результаті модернізації вийшов електромобіль, який на вигляд, за технологічними рішеннями та експлуатаційними характеристиками наблизився до дорожчої моделі BYD Han EV, що з'явилася у продажу у 2020 році. Усі комплектації відрізняється в основному салоном і комфором, за рештою характеристик вони всі схожі.
Електричний варіант оснащений лезовою батареєю BYD на основі LFP, як і електричний седан Han. Його дизайн передньої частини, який відрізняється від варіанту ICE, також нагадує Han.
В 2023 році вийшов оновлений Song Plus, який на європейському ринку називається BYD Seal U.

### Двигуни
- 1.5 L BYD472ZQA I4 (turbo) (ICE)
- 1.5 L BYD Xiaoyun 110 hp I4 (PHEV)
- 1.5 L BYD Xiaoyun 139 hp I4 (turbo PHEV)
- Електродвигун 184 к. с. 280 Н·м акумулятор 71,7 кВт·год (EV)
- Електродвигун 204 к. с. 310 Н·м акумулятор 71,8 кВт·год (EV)
- Електродвигун 218 к. с. 330 Н·м акумулятор 87,0 кВт·год (EV)

## Song L EV (з 2023)

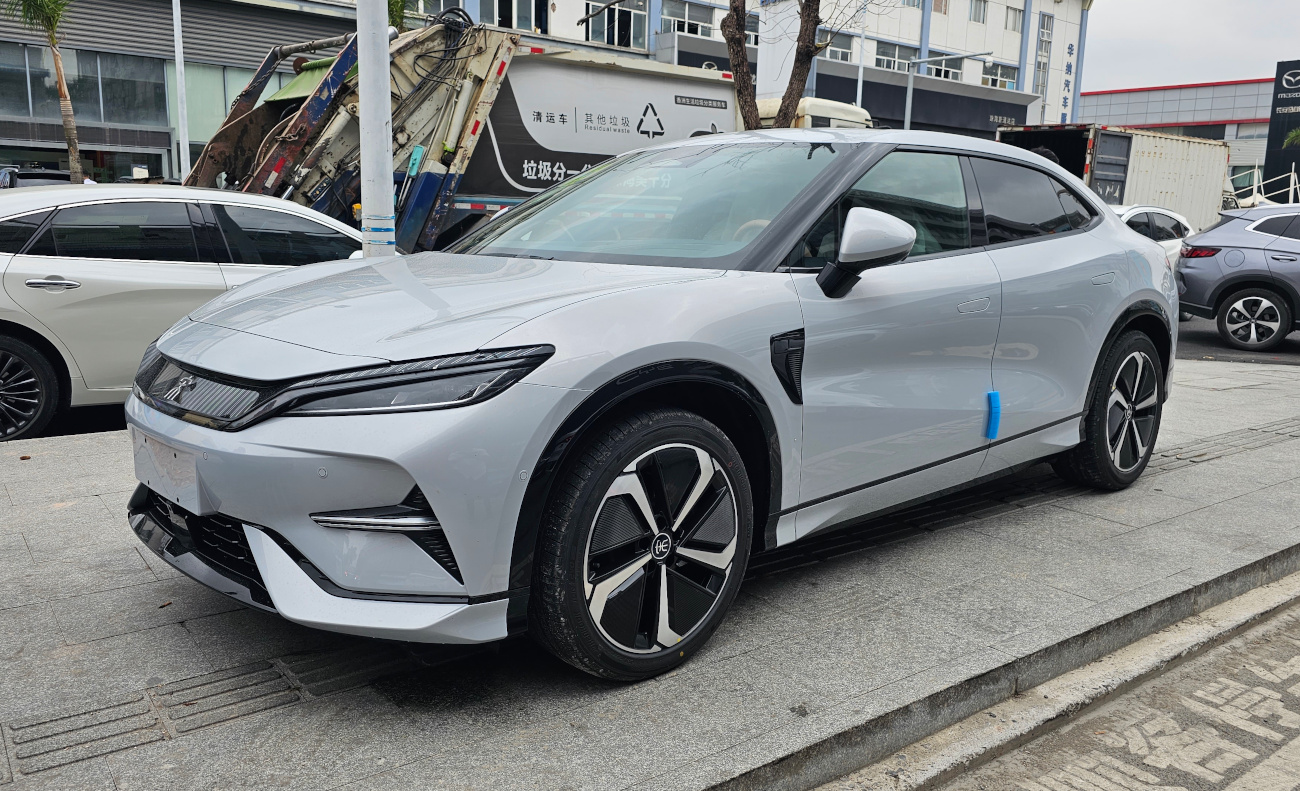
BYD Song L EV

Song L EV — це більший і нижчий позашляховик у сегменті кросоверів середнього розміру (B-клас у Китаї) під маркою Song, що випускається з 2023 року. Song L, доступний виключно як електромобіль на акумуляторі, базується на e-Platform 3.0.

## Song L DM-i (з 2024)

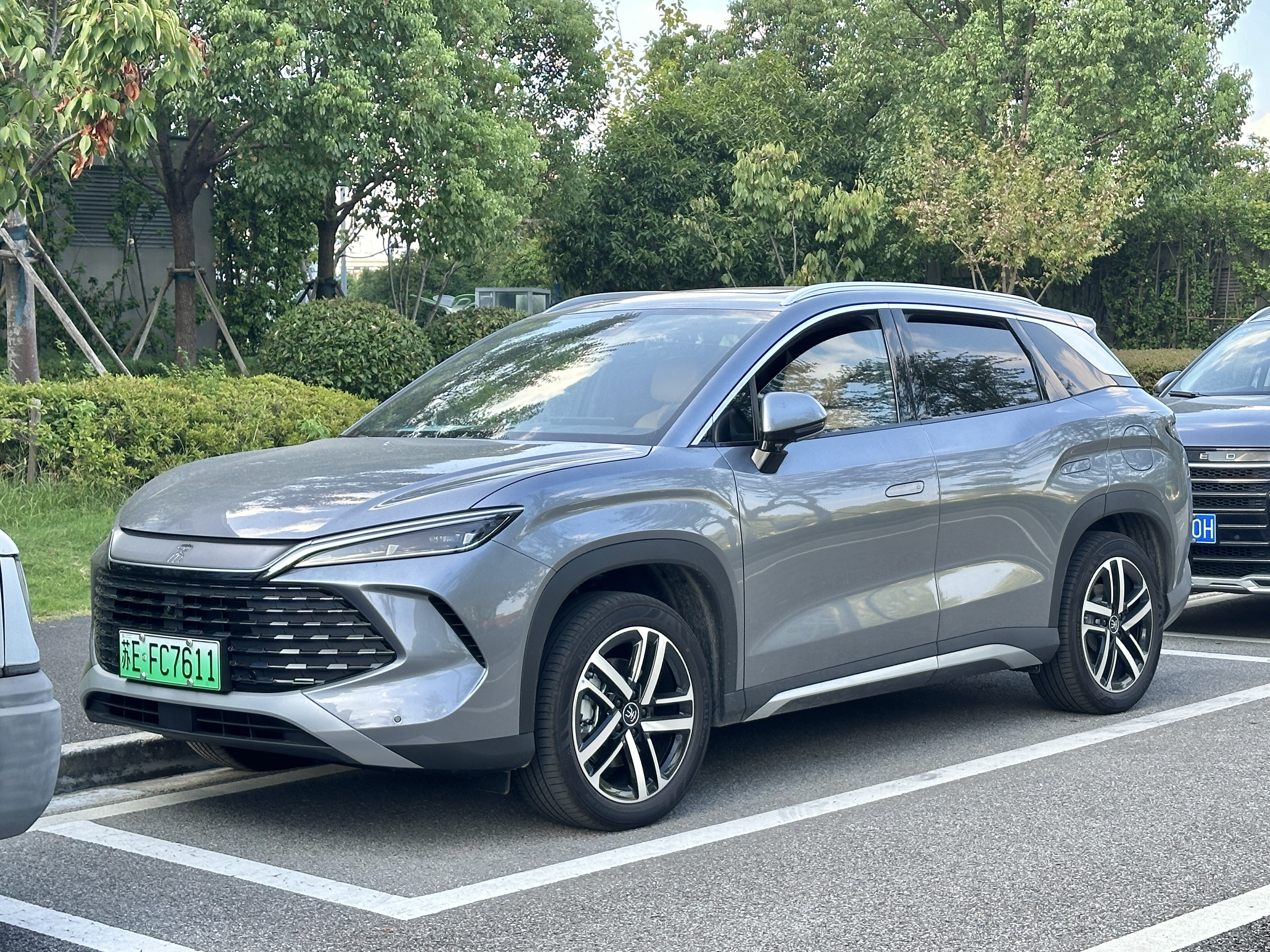
BYD Song L DM-i

У липні 2024 року в Китаї надійшов продаж гібрид Song L DM-i. Він оснащений системою DM-i 5.0, яка вперше була представлена на Qin L і Seal 06. Це буде зовсім інший автомобіль, ніж Song L EV, з мінімальною схожістю в стилі та на іншій платформі.

## Продаж
| Рік  | BYD Song | BYD Song Pro |
| ---- | -------- | ------------ |
| 2015 | 13 769   |              |
| 2016 | 100 042  |              |
| 2017 | 101 037  |              |
| 2018 | 91 426   |              |
| 2019 | 16 948   | 92 051       |
| 2020 | 86 267   | 93 262       |
| 2021 | 200 870  |              |